# Laphria horrida
Laphria horrida là một loài ruồi trong họ Asilidae. Laphria horrida được Walker miêu tả năm 1855.